# East Tytherton
East Tytherton – wieś w Anglii, w hrabstwie Wiltshire. Leży 48 km na północ od miasta Salisbury i 134 km na zachód od Londynu.